# Торий-232
То́рий-232 — природный радиоактивный нуклид химического элемента тория с атомным номером 90 и массовым числом 232. Изотопная распространённость тория-232 составляет практически 100 %. Является наиболее долгоживущим изотопом тория (232Th альфа-радиоактивен с периодом полураспада 1,405⋅1010 лет (14,05 млрд лет), что в три раза превышает возраст Земли и чуть больше нынешнего возраста Вселенной (13,80 млрд лет). Родоначальник радиоактивного семейства тория. Этот радиоактивный ряд заканчивается образованием стабильного нуклида свинец-208. Остальная часть ряда короткоживущая; наибольший период полураспада в 5,75 года у радия-228 и 1,91 года у тория-228, а у всех остальных периоды полураспада в общей сложности составляют менее 5 дней.
Активность одного грамма этого нуклида составляет 4070 Бк.

## Образование и распад
Торий-232 образуется в результате следующих распадов:
- β−-распад нуклида 232Ac (период полураспада составляет 119(5) c, энергия бета-перехода 3,7(1) МэВ[2]):

{\displaystyle \mathrm {^{232}_{\ 89}Ac} \rightarrow \mathrm {^{232}_{\ 90}Th} +e^{-}+{\bar {\nu }}_{e};}
- электронный захват, осуществляемый нуклидом 232Pa (период полураспада составляет 1,31(2) суток, полная энергия бета-перехода 495(8) кэВ[2]):

{\displaystyle \mathrm {^{232}_{\ 91}Pa} +e^{-}\rightarrow \mathrm {^{232}_{\ 90}Th} +{\bar {\nu }}_{e};}
(при этом распад 232
91Pa осуществляется только на первый возбуждённый уровень 232
90Th с энергией 49,369(9) кэВ, спином 2 и чётностью +1; этот уровень с периодом полураспада 345(15) пс распадается в основное состояние тория-232, испуская одиночный гамма-квант. Вероятность распада протактиния-232 в торий-232 составляет только 0,003(1) процента);
- α-распад нуклида 236U (период полураспада составляет 2,342(3)⋅107 лет[2]):

{\displaystyle \mathrm {^{236}_{\ 92}U} \rightarrow \mathrm {^{232}_{\ 90}Th} +\mathrm {^{4}_{2}He} }
(при этом переход с вероятностью 73,8% осуществляется на основной уровень (0+) тория-232, с вероятностью 25,9% на первый возбуждённый уровень (2+, 49,369(9) кэВ) и с вероятностью 0,26% на второй возбуждённый уровень (4+, 162,12(2) кэВ); эти возбуждённые уровни каскадно распадаются на основной уровень с излучением соответственно одного и двух гамма-квантов).
Распад тория-232 происходит по следующим направлениям:
- α-распад в 228Ra (вероятность 100 %[2], энергия распада 4081,6(14) кэВ[1]):

{\displaystyle \mathrm {^{232}_{\ 90}Th} \rightarrow \mathrm {^{228}_{\ 88}Ra} +\mathrm {^{4}_{2}He} ;}
энергия испускаемых α-частиц 4012,3 кэВ (в 78,2 % случаев) и 3947,2 кэВ (в 21,7 % случаев).
- Спонтанное деление (вероятность 11(3)⋅10−10 %)[2];
- Кластерный распад с образованием нуклидов 24Ne и 26Ne (вероятность распада менее 2,78⋅10−10 %)[2]:

{\displaystyle \mathrm {^{232}_{\ 90}Th} \rightarrow \mathrm {^{208}_{\ 80}Hg} +\mathrm {^{24}_{10}Ne} ;}
{\displaystyle \mathrm {^{232}_{\ 90}Th} \rightarrow \mathrm {^{206}_{\ 80}Hg} +\mathrm {^{26}_{10}Ne} ;}
- Двойной β−-распад (теоретически предсказан, однако экспериментально пока не наблюдался ввиду крайне малой вероятности; энергия распада 837,6(22) кэВ[1])

{\displaystyle \mathrm {^{232}_{\ 90}Th} \rightarrow \mathrm {^{232}_{\ 92}U} +2e^{-}+2{\bar {\nu }}_{e}.}

## Применение
- 232Th является ядерным топливным сырьём, которое при поглощении нейтронов превращается в уран-233, который в свою очередь является основой уран-ториевого топливного цикла[6]. Превращение происходит по следующей цепочке:

{\displaystyle \mathrm {^{1}_{0}n} +\mathrm {^{232}_{\ 90}Th} \rightarrow \mathrm {^{233}_{\ 90}Th} {\xrightarrow[{22,3\ \mathrm {min} }]{\beta ^{-}\ 1,243\ \mathrm {MeV} }}\mathrm {^{233}_{\ 91}Pa} {\xrightarrow[{26,967\ \mathrm {d} }]{\beta ^{-}\ 0,5701\ \mathrm {MeV} }}\mathrm {^{233}_{\ 92}U} .} Сечение излучательного захвата теплового нейтрона ядром тория-232 составляет 7,37(6) барн. В отличие от, например, урана-235, ядро тория не делится при захвате теплового нейтрона: сечение такого процесса составляет, согласно измерениям, менее 2,5 микробарна.
- В виде препарата торотраста суспензия диоксида тория использовалась в качестве контрастного вещества в ранней рентгенодиагностике. В настоящее время препараты тория-232 классифицируются как канцерогенные[7].
- Радиоактивный распад избыточной активности дочерних радионуклидов 230Тh и 231Pa над материнскими изотопами урана в колонке осадочной толщи используется для установления возраста донных осадков. В уран-ториевом методе ядерной геохронологии мерой возраста образца является значение отношения 230Th/234U[8]. В дополнение к уран-свинцовому методу используют распад тория-232 (уран-торий-свинцовый метод):

232Th → 208Pb с периодом полураспада 14,0 млрд лет (ряд тория).
- Торий используется как легирующая добавка (0,8—1,0%) при изготовлении вольфрамовых электродов для сварки, электродов ксеноновых дуговых ламп[11][12][13]. Двуокись тория используется для изготовления калильных сеток ввиду тугоплавкости (3350 К), низкой летучести и химической пассивности по отношению к воздуху.

## Комментарии
1. ↑  В геохронологии принято значение 14,01 ± 0,07 млрд лет, а в ядерной физике — 14,05 ± 0,06 млрд лет.